# Полякова, Яэль
Яэль Полякова (род. 14 марта 1977 года) — израильская актриса кино и телевидения, сценарист. Дочь актёра-комика Исраэля «Поли» Полякова.

## Биография
Лауреат премии Академии телевидения Израиля лучшей актрисе и лучшему сценаристу в комедийном сериале («הכל דבש», две премии, 2010), номинирована на премию лучшей актрисе в драматическом сериале («מקימי‎», 2014), номинирована на премию Киноакадемии Израиля лучшей актрисе второго плана (2006).

### Семья
- Мать — актриса Шош Поляков[ивр.] (род. 1945).
- Брат — Итамар Поляков (род. 1976), актёр.

Имеет сына от первого брака и двух дочерей от второго.

## Фильмография
- Безбожница (2007) Ein La Elohim ... Yafit
- Удивительная страна (сериал, 2003 – ...) Eretz Nehederet ... Ruti
- Колель Шерут[ивр.] (сериал, 1990 – 1992) Lo Kolel Sherut ... Yael